# Jagged Alliance 2
Jagged Alliance 2 (укр. Jagged Alliance 2: Агонія Влади) — відеогра, що поєднує елементи рольової гри, покрокової стратегії і небагато елементів стратегії в реальному часі. Це друга гра з серії Jagged Alliance.

## Сюжет
Дія гри відбувається у вигаданій країні Арулько — «маленькій країні третього світу». Королева Дейдрана, обманом захопивши владу, встановила в країні військову диктатуру, безжально караючи будь-який прояв невдоволення. Законний, але вимушений бігти з країни, спадкоємець престолу Арулько — Енріко Чівалдорі — наймає головного героя для повалення режиму Дейдранни. У цьому героєві допомагають найманці — професійні солдати-командос, що спеціалізуються на локальних збройних конфліктах. Основним постачальником «солдатів удачі» є організація AIM, що грає цю роль і в інших іграх серії.

## Ігровий процес
Гра починається на екрані глобальної карти. Вона показує державу Арулько, яка розділена сіткою на сектори, її землю і міста, сили гравця і ворожі війська. Це — «стратегічна частина», в якій гравець управляє діяльністю найманців та інших військ, їх переміщенням між секторами і ходом ігрового часу (можна змінювати його швидкість або ставити паузу). Звідси доступний ноутбук головного героя, який дозволяє за допомогою електронної пошти і Інтернету взаємодіяти c організаціями, котрі поставляють найманців та екіпіровку, і деякими іншими персонажами, а також зберігає отриману по ходу гри інформацію. Гравець може найняти до вісімнадцяти найманців, з яких формуються команди — максимум по шість чоловік.
Коли війська гравця опиняються в одному квадраті з ворожими силами, починається битва — «тактична» частина гри. Гравець бачить поле бою — цей сектор — в ізометричній проєкції, гра йде в реальному часі до моменту, коли один з найманців помітить супротивника (або супротивник — його). У цей момент гра перемикається в покроковий режим. Обидві сторони ходять по черзі, можуть атакувати і виконувати інші дії. У кожного персонажа є обмежена кількість очок дії, які оновлюються на початку кожного ходу. Число очок дії найманця і «вартість» різних дій для нього гнучко залежать від його характеристик і стану здоров'я, забезпечуючи дуже реалістичне моделювання фізичних можливостей персонажів і їх поступове погіршення від поранень, втоми і так далі. У випадку, якщо у персонажа залишаються невикористані окуляри дії, вони можуть бути використані при так званому «перехопленні» (англ. interrupt) — коли персонаж зауважує появи противника на його ходу і може, перервавши його хід, зробити свої дії.
У кожного найманця є список параметрів (сила, спритність і так далі), від яких залежать їхні здібності. Ці параметри можуть бути поліпшені у міру накопичення досвіду в боях або шляхом тренувань, а також можуть погіршитися через травми. У грі немає жорстко певних класів бійців — будь-хто може користуватися якою завгодно зброєю або екіпіровкою, але ефективність їх використання кардинальним чином залежить від навичок персонажа. На початку гри доступна основна частина найманців і базове спорядження, але по-справжньому хороші речі доведеться добувати у супротивника.
Крім найманців на стороні гравця виступає народне ополчення, яке тренується членами загону у звільнених ними містах. Бійці ополчення діляться на 3 рівня підготовки: новачки, рядові і ветерани, що побували в бою. За раз найманцем навчається 10 бійців, швидкість навчання залежить від параметра «лідерство» найманця. Всього в секторі може бути до 20 ополченців (при досягненні максимальної кількості починається підвищення рівня підготовки слабко навчених). Безпосередньо керувати ополченцями в бою гравець не може — цим займається комп'ютер (а у разі відсутності в секторі найманців бій відбувається в повністю автоматичному режимі). Однак, є можливість переміщати загони ополчення між секторами міста, перерозподіляючи оборонні сили. Після успішно відбитої атаки деякі з ополченців що оборонялися можуть відразу піднятися на наступний рівень підготовки.
Основними економічними і важливими стратегічними об'єктами є шахти з видобутку срібла і золота — основне національне багатство Арулько. Грошовий потік від шахти безпосередньо залежить від лояльності населення відповідного міста по відношенню до гравця. Всього діючих шахт п'ять (чотири срібних, одна — золота), ще одна — у занедбаному стані. З плином часу ресурси в шахтах вичерпуються. Крім шахт на глобальній карті існують й інші важливі стратегічні об'єкти — населені пункти, лікарня, бази ППО, аеропорти, склади озброєння, в'язниці.
На допомогу новачкам є докладна система довідки (вікно, що розкривається майже на весь екран, показує довідку для поточного ігрового екрана. Розділи довідки вибираються в лівій панелі вікна).